# Saliou
- Pour l'ensemble des articles sur les personnes portant ce prénom, consulter :
  - la liste des articles dont le titre commence par ce prénom
  - les listes produites par Wikidata : Liste des personnes de prénom « Saliou » — même liste en incluant les éventuels prénoms composés qui contiennent « Saliou ».

Saliou est un prénom africain. Les personnes notables avec le nom incluent :

## Prénom
- Saliou Akadiri (né en 1950), homme politique et diplomate béninois
- El Hadj Mamadou Saliou Camara, le Grand Imam de Guinée
- Saliou Ciss (né en 1989), footballeur sénégalais
- Saliou Coumbassa (1932-2003), homme politique et éducateur guinéen
- Saliou Diallo (né en 1976), gardien de but de football guinéen
- Mamadou Saliou Diallo (football) (en) (né en 1995), attaquant de football guinéen
- Saliou Lassissi (né en 1978), défenseur ivoirien de football
- Serigne Saliou Mbacké (1915-2007), grand marabout (leader) du mouvement mouride au Sénégal
- Saliou Sané (en) (né en 1992), attaquant de football germano-sénégalais
- Saliou Seck (en) (né en 1955), sprinteur sénégalais aux Jeux olympiques de 1984